# Vulcan Riders Association
De Vulcan Riders Assocation (VRA) is een internationale vereniging van motorliefhebbers. Het doel van de vereniging is het promoten van verantwoord motorrijden, zowel internationaal als nationaal. Doelgroep zijn de eigenaars van een motorfiets type Kawasaki Vulcan.

## Geschiedenis
Het begon in augustus 1996 met de oprichting van het Vulcan Riders and Owners Club (VROC) forum. In augustus 1998 werd de VRA opgericht onder impuls van Jim Sloan (USA), teamlid van The Council of 11 van VROC en Bruce Irwin (Australië). Wegens de verschillende regels en gewoontes in andere landen besluit men in 2006 te starten met nationale onderafdelingen, zogenaamde chapters. In 2005 organiseert VRA afdeling Nederland de eerste internationale meeting. De VRA chapters in Europa beslissen hier een jaarlijks evenement van te maken. In 2006 werd dit georganiseerd in Zweden, 2007 en 2011 in België, 2008 in Spanje, 2009 in het UK, 2010 in Duitsland, 2012 in Noorwegen, in 2013 in Slovenië en 2014 in Nederland. De laatste chapters die zich aansloten zijn VR Servië, VR Finland (2011), VRA Mexico (januari 2012)en VRA Frankrijk (januari 2014).

## Chapters
In januari 2012 telde de club meer dan 11000 leden verdeeld over 17 nationale afdelingen (chapters).

Nummer:
- 1.  Verenigde Staten - V.R.A.
- 31.  Nederland – Vulcan Riders Netherlands
- 32.  België – Vulcan Owners Club Belgium
- 33.  Frankrijk - Vulcan Riders Association France
- 34.  Spanje - V.R.A. Spain
- 39.  Italië - Vulcan Riders and Owners Club Italy
- 44.  Verenigd Koninkrijk - V.R.A. UK
- 45.  Denemarken - Denmark V.R.A.
- 46.  Zweden - Vulcan Riders Sweden
- 47.  Noorwegen - Vulcan Riders Norway
- 49.  Duitsland - Vulcan Riders Germany
- 52.  Mexico - Vulcan Riders Mexico
- 56.  Chili - Kawasaki Vulcan Club
- 358.  Finland- Vulcan Riders Finland
- 381.  Servië - Vulcan Riders Serbia
- 386.  Slovenië - Vulcan Riders Slovenia
- 420.  Tsjechië - Vulcan Riders and Owners Club